# 库尔特·阿尔德
库尔特·阿尔德（1902年7月10日—1958年6月20日），德国化学家，1902年7月10日，阿尔德生于德国克尼格许特（今波兰霍茹夫），1950年与奥托·迪尔斯因对二烯合成的研究获诺贝尔化学奖。1958年7月20日逝世于德国科隆。

## 生平
阿尔德的父亲是上西里西亚地区坎特维茨的中学老师。库尔特在克尼格许特接受了早期教育，当时那儿是重工业区。一战末尾这一地区被波兰占领，他们举家搬到柏林。在柏林的实科中学他完成了中等教育。1922年加入柏林大学，后来转至基尔大学，在那儿他于1926年拿到了博士学位。他在奥托·迪尔斯的指导下完成了博士论文《论偶氮酯反应的引发》。这个合成研究涉及到偶氮二甲酯的反应，C2H5O-CO-N=N-CO2-C2H5，一般称为偶氮羧酸酯，使用苯乙烯这样的共轭芳香族化合物。
他留在了基尔大学。1930年他被任命为有机化学讲师，1934年成为临时化学教授。这时期阿尔德研究了叠氮基苯的附加反应，C6H5N3，利用双环不饱和烃。叠氮基苯不与芪和肉桂酸酯反应，但在低温下可与在桥中包含碳碳双键和单亚甲基的双环化合物迅速反应。这种在碳碳双键附加所产生的东西，在几分钟内可以结晶，可以被用作此种双环结构的一般试验品。
这期间阿尔德和奥托·迪尔斯合作发表了偶氮羧酸酯和苯乙烯的反应。1928年他们发表了在冷凝丁二烯和丙烯醛方面的工作，他们因这方面的工作获得1950年诺贝尔化学奖。
1936年，阿尔德离开学术，任法本公司的分支机构、莱沃库森的Bayer Werke研究执行员。这时期阿尔德的研究兴趣集中在二烯反应的立体化学选择性。1937年他与G·施泰因发表了阿尔德-施泰因法则，预测了二烯反应中的这种选择性。研究人员可以根据这些法则二烯反应所生成的分子的三维排列和立体构造。
阿尔德还研究了二烯反应的可逆性——反应的产物分解为一些化合物，这些化合物本是反应的原料。阿尔德发现，由五碳环状二烯得出的产物通常不稳定，而由六碳二烯得出的产物则比较稳定，从而对五碳和六碳环状二烯做出了区分。
在莱沃库森的日子里，阿尔德主要研究制备合成橡胶及合成丁纳橡胶(Buna)的聚合反应。N型丁纳橡胶是由丁二烯和丙烯腈制得的。S型丁纳橡胶丁二烯和苯乙烯聚合而成。这些研究使人们能够更好的理解二烯合成的动力学。